# دييغو غونزاليس (لاعب كرة قدم)
دييغو غونزاليس (بالإسبانية: Diego Hernán González)‏ (9 فبراير 1988 بلوماس دي ثامورا في الأرجنتين - ) هو لاعب كرة قدم أرجنتيني في مركز الوسط. لعب مع روزاريو سنترال وسانتوس لاغونا ونادي راسينغ ونادي لانوس.

## وصلات خارجية
- دييغو غونزاليس على موقع قاعدة بيانات كرة القدم.إي يو (الإنجليزية)
- دييغو غونزاليس على موقع Soccerway.com (الإنجليزية)
- دييغو غونزاليس على موقع AS.com (الإسبانية)